# Nengadzsó
A nengadzsó (年賀状, nyugaton nengajo) a japán újévi üdvözlőlap.

## A szokás
A keresztény világban karácsonyi üdvözlőlapokat, Japánban újévi lapokat azaz nengadzsót küldenek.

## Jellemzői
A nengadzsó 年賀状 formális üdvözlettel kezdődik. A leggyakrabban használtak: 
Akemasite omedetó gozaimaszu. 明けましておめでとうございます｡ 
Sinnen omedetó gozaimaszu. 新年おめでとうございます｡ 
Kinga Sinnen 謹賀新年｡ 
Kjóga Sinnen 恭賀新年｡ 
Gasó 賀正｡ 
Geisun 迎春｡ 
Cucusinde sinnen no ojorokobi o mósiagemaszu. 謹んで新年のお喜びを申し上げます｡ 
A fentiek mindegyike egytől egyig, értelemben "Boldog Új Évet!" jelent. Kinga Sinnen (謹賀新年）, Kjóga Sinnen (恭賀新年）, Gasó (賀正）, és Geisun (迎春） szezonális, az újévhez kötődő kifejezések, máskor és más alkalomra nem lehet ezeket használni. A többi üdvözlő formulát, a megfelelő szavakkal máskor is használhatjuk. 
A nengadzsó szövegezése folytatódhat köszönettel, kéréssel, jó egészséget kívánó szavakkal. Lássunk néhány példát! 
Szakunen va taihen oszeva ni nari arigató gozaimasita. 昨年は大変お世話になりありがとうございました｡ Köszönöm a tavalyi kedves segítségét! 
Honnen mo dózo jorosiku onegaisimaszu. 本年もどうぞよろしくお願いします｡ Remélem, hogy idén is folyamatosan élvezhetem szíves támogatását! 
Minaszama no gokenkó o oinori mósiagemaszu. 皆様のご健康をお祈り申し上げます｡ Mindenkinek jó egészséget kívánok! 
Érdekes a dátumozási szokás is. Egyszerűen gantan-t （元旦）-t írunk, nem pedig az írás napjának dátumát. Gantan pontosan január elseje reggelét jelenti, tehát nem kell kiírni a hónapot. 2007 azaz Heiszei dzsúkjú-nen （平成１９年） a Heiszei éra 19. éve. 
Fontos tudnivaló, ha a nenga （年賀） szót a lap címzési oldalán, tipikusan a bélyeg alá vastagon pirossal odaírjuk, akkor a feladás dátumától függetlenül a Japán Posta a lap kézbesítését visszatartja, és csak újév reggelén viszi ki! Ne felejtsük azt a szokást, hogy a nengadzsó nem érkezhet meg az újév előtt!